# Rubén Marchán
Rubén Marchán Criado (* 20. September 1994 in Manzanares) ist ein spanischer Handballspieler. Der 2,04 m große Kreisläufer spielt seit 2025 für den deutschen Bundesligisten MT Melsungen und steht zudem im Aufgebot der spanischen Nationalmannschaft.

## Karriere

### Verein
Rubén Marchán spielte bis 2012 in der Jugend von CDB Manzanares in seiner Heimatstadt. Anschließend wechselte er zu BM Ciudad Encantada, wo er ab 2014 auch in der Liga ASOBAL auflief. Ab 2015 stand er bei BM Benidorm unter Vertrag. Nach 178 Toren in 89 Spielen verließ er Benidorm und schloss sich dem Ligarivalen Ademar León an, mit dem er am EHF-Pokal und der EHF European League teilnahm. In der wegen der COVID-19-Pandemie vorzeitig abgebrochenen Saison 2019/20 warf er 72 Tore in 19 Spielen und wurde Vizemeister. Zur Saison 2021/22 ersetzte er beim französischen Klub HBC Nantes seinen Landsmann Adrià Figueras am Kreis. Mit dem HBC gewann er im Dezember 2021 die Coupe de la Ligue, 2022 den Trophée des Champions und 2023 die Coupe de France. 
Zur Saison 2023/24 wechselte er zum Ligakonkurrenten Paris Saint-Germain. Mit PSG gewann er 2024 und 2025 die französische Meisterschaft.
Seit der Saison 2025/26 läuft er für die MT Melsungen auf.

### Nationalmannschaft
In der spanischen A-Nationalmannschaft debütierte Rubén Marchán, der nie einer spanischen Jugend- oder Juniorenauswahl angehörte, am 4. November 2020 gegen Ungarn. Er wurde überraschend in den Kader für die Weltmeisterschaft 2021 berufen, bei der er in neun Spielen 22 Tore erzielte und die Bronzemedaille gewann.